# Єлизавета Баварська (1913—2005)
Єлизавета Баварська (нім. Elisabeth von Bayern), повне ім'я Єлизавета Марія Анна Генрієтта Йозефа Софія Амалія Фердинанда Людовіка Антонія Терезія Кресценція Ала Ґіслана; 10 жовтня 1913 — 3 березня 2005) — баварська принцеса з династії Віттельсбахів, донька принца Баварського Альфонса та французької принцеси Луїзи Вікторії.

## Біографія
Єлизавета народилась 10 жовтня 1913 року в Мюнхені. Вона була другою дитиною та єдиною донькою в родині баварського принца Альфонса та його дружини Луїзи Вікторії Орлеанської. Дівчинка мала старшого брата Йозефа Клеменса.
Менш, ніж за місяць після народження Єлизавети, після внесення змін до конституції, королем Баварії став її двоюрідний дядько Людвіг. Невдовзі почалася Перша світова війна, а 1918 році — Баварське королівство припинила своє існування.
Після падіння монархії, Альфонс забрав родину до іспанських володінь в Ов'єдо. Повернення до Німеччини відбулося лише у 1928 році.
У 25-річному віці Єлизавета взяла шлюб із 23-річним графом Францем Йозефом фон Кагенек. Весілля відбулося 6 травня 1939 року в Німфенбурзі. У подружжя народилося троє синів. Близнюки Міхаель Клеменс та Петер народилися 4 грудня 1941 року. Чоловік Єлизавети за три тижні загинув у бою на Східному фронті під час Другої світової, у містечку Стариця, поблизу Калініна. 
У червні 1943 року Єлизавета народила доньку від 22-річного Ернста Кюстнера. Наступного року вони із Кюстнером побралися. Цивільна церемонія пошлюблення пройшла 9 травня 1944 року у Франкфурті-на-Одері. Вінчання відбулося 6 червня на гірськолижному курорті Гарміш-Партенкірхен. Всього у подружжя було четверо доньок. 13 серпня 1953 року в Мюнхені було оформлено їхнє розлучення.
Єлизавета прожила довге життя, і померла 3 березня 2005 року в 91-річному віці.

## Родина
Чоловік —Францем Йозефом фон Кагенек
Діти:
- Губерт Йозеф (нар.1940) перебуває в четвертому шлюбі із Мікаелою фон Габсбург, дітей не має;
- Міхаель Клеменс (1941—2012)[3] був тричі одружений, мав шестеро дітей;
- Петер (1941—2009) був одружений із Бріджітт фон Сіверс, мав трьох дітей;

Чоловік —Ернст Кюстнер
Діти
- Марія Анна Жозефіна (нар.1943) — одружена з Адольфом Швайцером, має сина і двох доньок;
- Феліція (нар.1945) — неодружена, дітей не має;
- Крістіна (нар.1946) — неодружена, дітей не має;
- Габріела (нар.1948) — одружена з Германом Радемахером, має єдиного сина.